# Peter Celsing
Peter Celsing (Stoccolma, 29 gennaio 1920 – Stoccolma, 16 marzo 1974) è stato un architetto svedese.

## Biografia
Celsing è nato a Stoccolma, in Svezia, figlio del dirigente di banca Folke von Celsing e Margareta, e fratello del diplomatico Lars von Celsing (1916–2009).
Ha studiato alla scuola di architettura del Istituto reale di tecnologia di Stoccolma e alla Reale Accademia delle Belle Arti. Celsing è stato assistente del noto architetto svedese Sigurd Lewerentz. Secondo Adam Caruso, fu Celsing che aiutò Lewerentz a vincere il concorso di progettazione per la Chiesa di San Marco (Markuskyrkan). Questo edificio e la successiva Chiesa di San Pietro (Olaus Petri kyrka) sono ora conosciuti come punto di partenza dell'architettura brutalista.
Successivamente è diventato professore di architettura presso il Istituto reale di tecnologia. Dopo aver lavorato per un po' 'di tempo a Beirut, divenne capo dell'ufficio di architettura di AB Stockholms Spårvägar, l'autorità ferroviaria e tranviaria locale di Stoccolma, e progettò diverse stazioni della metropolitana suburbana. Progettò anche diverse chiese: a Härlanda (Göteborg), Almtuna (Uppsala) e Vällingby, un sobborgo modernista di Stoccolma.
Gli esempi più noti dello stile brutalista di Celsing sono il Kulturhuset (Casa di cultura) a Sergels torg, nel centro di Stoccolma (1966-1971), la sede adiacente della Banca di Svezia (1969-1973), il Filmhuset, la casa dell'Istituto cinematografico svedese di Stoccolma (1968-1970) e la sua aggiunta a Carolina Rediviva, l'edificio principale della Biblioteca dell'Università di Uppsala (1953-1962). A Uppsala, Celsing progettò anche una nuova ala per l'edificio della Stockholms nation (iniziato nel 1961) e l'attuale edificio Ekonomikum all'Università di Uppsala (completato nel 1976).

## Centro culturale Kulturhuset
Il centro culturale Kulturhuset (iniziato nel 1966 e inaugurato nel 1974) era inteso come "oasi culturale", con una biblioteca aperta al piano inferiore, un grande teatro e uno spazio per mostre nel resto dell'edificio; l'intenzione originale era che il Museo d'Arte Moderna di Stoccolma occupasse gran parte dell'edificio, ma il museo abbandonò il progetto nel 1969. Inoltre, l'opinione pubblica contro il progetto potrebbe essere stata rafforzata dal fatto che il Kulturhuset e il teatro interconnessi sono stati utilizzati come edificio parlamentare temporaneo per diversi anni, ma come tale la struttura ha vinto il prestigioso premio Kasper Salin nel 1972.

## Banca di Svezia
L'edificio della Banca di Svezia, a Brunkebergstorg a Stoccolma, presenta un design dominato dall'uso di cubi, quadrati, sfere e cerchi, tutti destinati a dare l'impressione di stabilità. Furono usate spesse lastre di granito scuro grossolanamente tagliato nella facciata, per dare l'impressione di solidità. La Banca di Svezia dal 1907 era stata collocata in un edificio semicircolare su Helgeandsholmen, ma si trasferì nell'edificio di Celsing nel 1976.

## Vita personale
Nel 1948 Celsing sposò Birgitta Dyrssen (1922-2004). Anche suo figlio Johan Celsing si è dedicato all'architettura.

## Edifici
- Chiesa di Härlanda, Göteborg
- Chiesa di San Tomas, Vällingby
- Chiesa di Boliden, Boliden
- Chiesa di Nacksta, Sundsvall
- Biblioteca, Stoccolma
- Banca di Svezia, Stoccolma
- Villa Klockberga, a Lovön, Stoccolma
- Villa Friis, a Lovön, Stoccolma.
- Istituto cinematografico svedese di Gärdet, Stoccolma
- Chiesa di Olaus Petri, Stoccolma
- Chiesa di Almtuna a Uppsala
- Ampliamento della biblioteca universitaria Carolina Rediviva, Upsala
- Università di Uppsala, Uppsala

## Galleria d'immagini

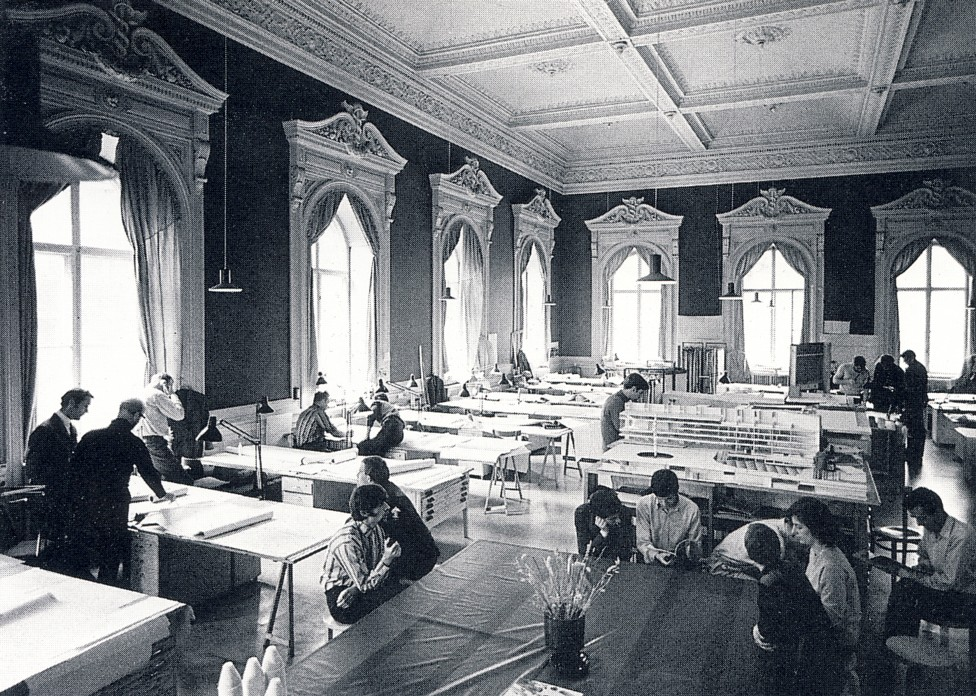
Studio di Peter Celsing nel 1967
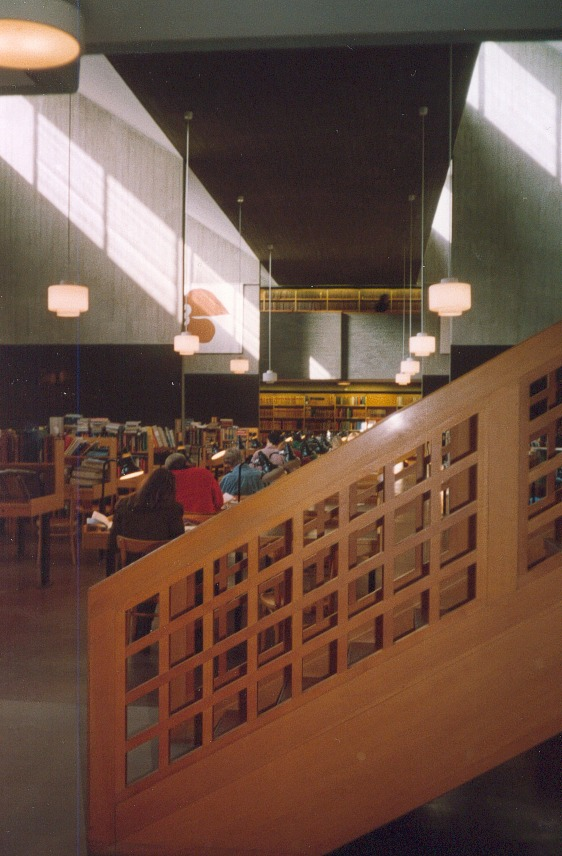
Interno della Sala di lettura di Carolina Rediviva, opera di Celsing
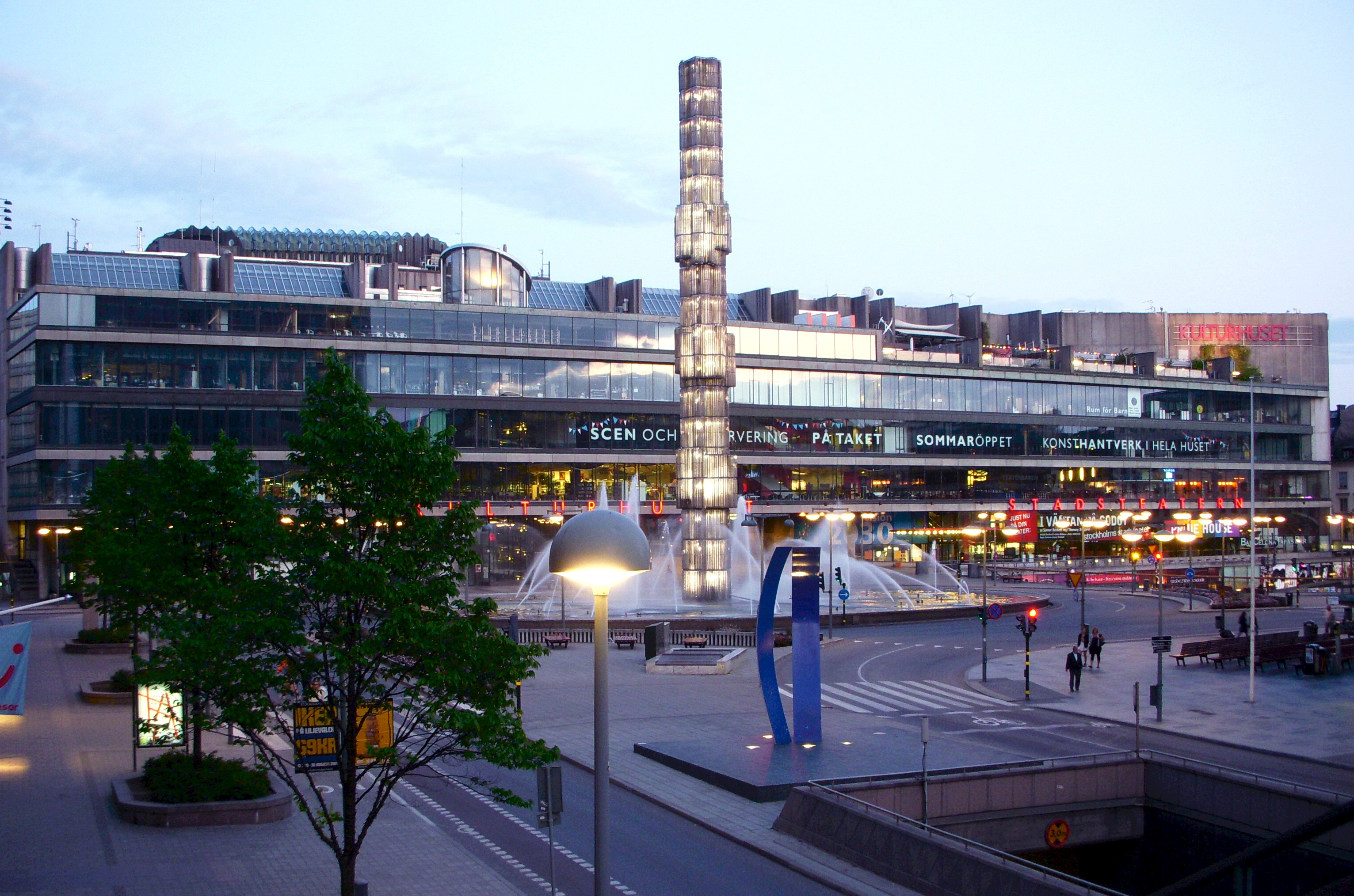
Kulturhuset, Stoccolma